# Dejani
Dejani – wieś w Rumunii, w okręgu Braszów, w gminie Recea. W 2011 roku liczyła 522 mieszkańców.